# Epidendrum mutelianum
Epidendrum mutelianum är en orkidéart som beskrevs av Célestin Alfred Cogniaux. Epidendrum mutelianum ingår i släktet Epidendrum och familjen orkidéer. Inga underarter finns listade i Catalogue of Life.